# Latin jazz
Le latin jazz ou jazz latino est un genre de jazz qui plonge ses racines dans la fusion  rythmiques de cuivres, de percussions et des formes originales de la musique latine, en particulier cubaine et brésilienne, avec des éléments de jazz. Sa conformation en tant que sous-genre défini se produit en 1943 avec l'émergence du jazz afro-cubain et des années plus tard avec la création de la bossa nova en 1957. 
Les deux catégories principales en sont le latin jazz brésilien et le latin jazz afro-cubain. C'est une branche du jazz qui se nourrit de rythmes africains et caribéens.

## Histoire

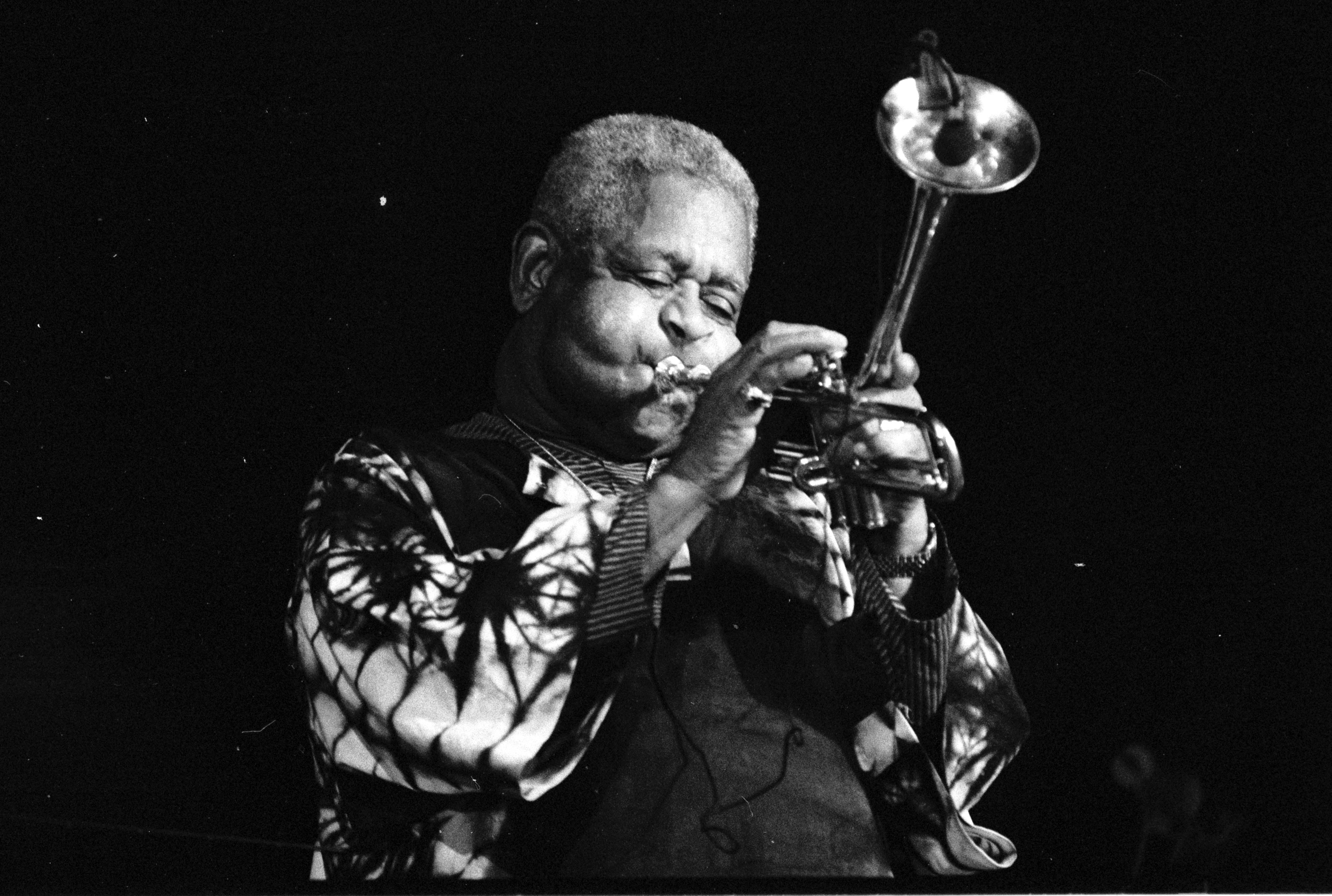
Dizzy Gillespie en 1991.

L'influence de la musique latine sur le jazz est présente depuis les débuts du jazz. Au fil du temps, le jazz latin s'est enrichi d'influences musicales de l'Argentine, de Porto Rico, République dominicaine, Venezuela, Colombie et le reste de l'Amérique latine.
Le latin jazz est né dans la ville cosmopolite de New York, aux États-Unis, dans les années 1940. New York à cette époque était déjà une ville d'une grande diversité culturelle, et était considérée par beaucoup comme le berceau du jazz moderne, ce qui allait donner en avant origine à ce que nous appelons aujourd'hui le style Latin Jazz. À la fin des années 1920 et au début des années 1930, la musique d'origine latine a eu un grand impact aux États-Unis, ce qui a entraîné l'adaptation au jazz avec un nombre important de thèmes de musiques d’Amérique latine. L'incorporation du saxophone, élément pratiquement absent de la musique populaire cubaine, apporte de nouvelles sonorités. Il est important de souligner le contact que Gillespie a eu avec le conguero cubain Chano Pozo, membre de l'orchestre de Dizzy Gillespie, qui a enregistré sa chanson "Manteca" en 1948.
Le terme a été inventé par le trompettiste Jerry Gonzalez dans les années 1960, soit bien plus tard que la naissance de cette musique. Mais, en général, toute la culture générée par le jazz original est issue d'un métissage culturel, avec sa propre musique résultant de la fusion d'autres genres musicauxavec des rythmes latino-américains, dans laquelle l'improvisation de ce genre nord-américain est combinée à des percussions latines. On l'appelle aussi jazz afro-cubain ou encore  jazz cubain, car il était autrefois abondamment évoqué avant son futur enrichissement avec d'autres rythmes latino-américains d'origine africaine.

### Cubop
À la fin des années 1940, des jazzmen (Dizzy Gillespie, Stan Kenton, Charlie Parker, Cab Calloway) vont jouer dans des groupes latinos, et d’autres (Machito…) vont incorporer les rythmes afro-cubains dans leurs musiques, c’est ainsi que naîtra le « cubop », bebop cubain, appelé plus tard latin jazz. Le nom Cubop aurait été attribué à cette musique par 'Dizzy' Gillespie lui-même. D'autres noms ont été donnés à cette même époque comme Rumbop ou Rumcop. À partir des années 1960, les termes Cubop et Jazz Afrocubain sont remplacés par l'appellation Latin-Jazz.

### Descargas
Dans les années 1950, naît la « descarga » (littéralement, « décharger »), un « bœuf » entre musiciens (une « jam » dans la terminologie du jazz).
Bebo Valdes puis Chucho Valdés, Peruchin, Tata Güines, Israel « Cachao » López en ont enregistré plusieurs pour les disques Decca, Panart et Gema.

## Types

### Afro-cubain
Le 30 mai 1943, le trompettiste Mario Bauzá invente le jazz afro-cubain, au Park Palace Ballroom à New York. Dans l'orchestre de Calloway, il a comme voisin de pupitre Dizzy Gillespie. Mario Bauzá initie son confrère à la musique cubaine.

### Brésilien

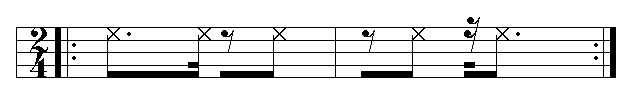
Rythme typique de bossa nova.

Le latin jazz d'inspiration brésilienne est caractérisé par les rythmes de type samba, ou dans sa version plus lente la bossa nova. Ce genre a été popularisé au début des années 1960 par des artistes comme Stan Getz et Charlie Byrd avec l'album Jazz Samba en 1962, et associé au guitariste brésilien João Gilberto avec des compositions du pianiste Antônio Carlos Jobim en 1963 avec l'album Getz/Gilberto. Le rythme caractéristique est attribué à Antônio Carlos Jobim.
La veille, au club La Conga, le pianiste Luis Varona joua l’intro d’El Bodeguero, et il fut rejoint par le bassiste Julio Andino.

### Standards
Les plus célèbres standards sont : Perdido, Caravan, Manteca de Dizzy Gillespie, Con alma, Saint-Thomas, Little Suede Shoes, Tico Tico, Afro-Blue. Dans le domaine latin jazz brésilien, les standards sont par exemple Garota de Ipanema (The girl from Ipanema), Corcovado ou encore Desafinado.

## Interprètes de jazz latino
En plus des artistes et groupes déjà mentionnés dans l'article, les suivants sont également inclus dans le latin jazz:
- Eumir Deodato
- Oscar Alemán
- Gato Barbieri
- Michel Camilo
- Cándido
- Chano Domínguez
- Eliane Elias
- Pete et Coke Escovedo
- Rubén González
- Ray Barretto
- Hugo Fattoruso
- Joe Gallardo
- Jerry González
- Horacio Hernández
- Giovanni Hidalgo
- Irakere
- Abraham Mansfarroll
- Ray Mantilla
- Sabú Martínez
- Chico O'Farrill
- Charlie Palmieri
- Eddie Palmieri
- Jorge Pardo
- Astor Piazzolla
- Chano Pozo
- Tito Puente
- Tito Rodríguez
- Paquito d'Rivera
- Aldemaro Romero
- Gonzalo Rubalcaba
- Luis Salinas
- Poncho Sánchez
- Arturo Sandoval
- Mongo Santamaría
- Cal Tjader
- Steve Turre
- Bebo Valdés
- Chucho Valdés
- Patato Valdés